# Assemblage (vinho)
Assemblage é a mistura de diferentes tipos de uva no processo de produção de um vinho, ao contrário do que ocorre com os varietal, nos quais se utiliza uma única casta. 
Exemplos de assemblage são os vinhos feitos na Região de Bordéus na França. Geralmente feitos com Cabernet Sauvignon, Cabernet Franc e Merlot, sendo permitido aos Bordeaux, utilizar  Petit Verdot, Malbec e Carmenére. 
A mistura de cepas utilizadas nos assemblage tem como objetivo adicionar novos aromas e sabores ao vinho deixando-os mais complexos, ou suaves, dependendo do objetivo esperado. 
Uvas com taninos acentuados, como por exemplo a Tannat, auxiliam a dar corpo e estrutura a uma uva mais suave como por exemplo o Merlot. Ou a combinação de Syrah e Cabernet.